# Grosminet premier violon
Pour plus de détails, voir Fiche technique et Distribution.
Grosminet premier violon (Tweet and Sour) est un dessin animé de la série Looney Tunes réalisé par Friz Freleng et sorti en 1956.